# ارچنوئیه
ارچنوئیه، روستایی از توابع بخش ساردوئیه شهرستان جیرفت در استان کرمان ایران است.این روستا در۴۵ کیلومتری شمال  شهرستان جیرفت قرار دارد. از توابع دهستان بزرگ دلفارد ودارای اب و هوایی سردسیری میباشد. اب و هوای خنک و معتدل در تابستان و منظره بکر و طبیعت کم نظیر ان چشم نواز هر بیننده ای است.روستایی با هوای بسیار مطبوع در دل کویر، در حالی که تابستان با گرمای طاقت فرسا بالای ۵۰ در جیرفت و مناطق جنوبی کشور مواجه هستیم این منطقه با دمای۲۰تا۳۰ درجه،محل مناسبی برای تن اسایی و احساس جوانی است.

## جمعیت
این روستا در دهستان دلفارد قرار دارد و براساس سرشماری مرکز آمار ایران در سال ۱۳۸۵، جمعیت آن زیر سه خانوار بوده‌است(به دلیل اینکه سرشماری اغلب در زمستان وفصل خنک انجام میشود).